# ليجن

ليجن هو شخصية خيالية في مارفل كومكس،ظهر الشخصية لأول مرة في 1985.